# Trường đua Jerez
Trường đua Jerez – Ángel Nieto (tiếng Tây Ban Nha Circuito de Jerez-Ángel Nieto), tên thường gọi là Trường đua Jerez, là một trường đua xe chuyên dụng nằm ở thành phố Jerez de la Frontera vùng Andalucia, Tây Ban Nha. Trường đua hiện đang đăng cai chặng đua MotoGP Tây Ban Nha của giải đua MotoGP.

## Lịch sử
Trường đua được khánh thành vào tháng 12 năm 1985.
Từ năm 1986-1990, trường đua đăng cai chặng đua công thức 1 GP Tây Ban Nha. Các năm sau, trường đua có 2 lần đăng cai chặng đua công thức 1 nữa (chặng đua mang tên là GP Châu Âu) vào các năm 1994 và 1997. 
Từ năm 1987 đến nay (trừ năm 1988) mỗi năm trường đua luôn đăng cai chặng đua MotoGP Tây Ban Nha.
Năm 2020, do ảnh hưởng của đại dịch COVID-19, trường đua được đăng cai hai chặng đua MotoGP, ngoài chặng đua MotoGP Tây Ban Nha quen thuộc còn có thêm chặng đua MotoGP Andalucia. Chặng đua MotoGP Tây Ban Nha 2020 cũng là chặng đua mở màn của mùa giải. Ở chặng đua này, tay đua đương kim vô địch Marc Marquez bị chấn thương nặng phải nghỉ toàn bộ phần còn lại của mùa giải, còn Fabio Quartararo giành được chiến thắng thể thức MotoGP đầu tiên trong sự nghiệp.

## Các kỷ lục tốc độ
Dưới đây là các kỷ lục vòng chạy của các giải đua được tổ chức ở trường đua Jerez:
| Giải đua                                               | Thời gian                                 | Tay đua                                   | Xe                                        | Sự kiện                                   | Kiểu đường                                |
| Kiểu đường Grand Prix 4.429 km (1994–nay)              | Kiểu đường Grand Prix 4.429 km (1994–nay) | Kiểu đường Grand Prix 4.429 km (1994–nay) | Kiểu đường Grand Prix 4.429 km (1994–nay) | Kiểu đường Grand Prix 4.429 km (1994–nay) | Kiểu đường Grand Prix 4.429 km (1994–nay) |
| ------------------------------------------------------ | ----------------------------------------- | ----------------------------------------- | ----------------------------------------- | ----------------------------------------- | ----------------------------------------- |
| F1                                                     | 1:23.135                                  | Heinz-Harald Frentzen                     | Williams FW19                             | 1997 European Grand Prix                  |                                           |
| Formula 2                                              | 1:29.296                                  | Nyck de Vries                             | Dallara GP2/11                            | 2017 Jerez Formula 2 round                |                                           |
| Formula V8                                             | 1:30.014                                  | Pietro Fittipaldi                         | Dallara T12                               | 2017 Jerez Formula V8 round               |                                           |
| Superleague Formula                                    | 1:30.029                                  | Davide Rigon                              | Panoz DP09                                | 2008 Jerez Superleague Formula round      |                                           |
| GP3                                                    | 1:32.279                                  | George Russell                            | Dallara GP3/16                            | 2017 Jerez GP3 round                      |                                           |
| Euroformula Open                                       | 1:36.988                                  | Harrison Scott                            | Dallara F312                              | 2017 Jerez Euroformula Open round         |                                           |
| F3000                                                  | 1:39.010                                  | Ricardo Zonta                             | Lola T96/50                               | 1997 Jerez F3000 round                    |                                           |
| Formula Renault 2.0                                    | 1:41.859                                  | Nyck de Vries                             | Tatuus FR2.0/13                           | 2014 Jerez Formula Renault Eurocup round  |                                           |
| Formula 4                                              | 1:43.895                                  | Kas Haverkort                             | Tatuus F4-T014                            | 2020 Jerez F4 Spain round                 |                                           |
| GT1                                                    | 1:49.680                                  | John Nielsen                              | McLaren F1 GTR                            | 1995 4 Hours of Jerez                     |                                           |
| Kiểu đường Moto 4.424 km (1992–nay)                    |                                           |                                           |                                           |                                           |                                           |
| MotoGP                                                 | 1:37.770                                  | Fabio Quartararo                          | Yamaha YZR-M1                             | 2021 Spanish motorcycle Grand Prix        |                                           |
| World SBK                                              | 1:39.004                                  | Álvaro Bautista                           | Ducati Panigale V4 R                      | 2019 Jerez World SBK round                |                                           |
| Moto2                                                  | 1:41.313                                  | Sam Lowes                                 | Kalex Moto2                               | 2021 Spanish motorcycle Grand Prix        |                                           |
| World SSP                                              | 1:42.532                                  | Federico Caricasulo                       | Yamaha YZF-R6                             | 2019 Jerez World SSP round                |                                           |
| Moto3                                                  | 1:46.060                                  | Jaume Masiá                               | Honda NSF250RW                            | 2020 Andalusian motorcycle Grand Prix     |                                           |
| MotoE                                                  | 1:47.473                                  | Eric Granado                              | Energica Ego                              | 2021 Spanish motorcycle Grand Prix        |                                           |
| Kiểu đường Grand Prix thời kỳ đầu 4.218 km (1985-1991) |                                           |                                           |                                           |                                           |                                           |
| F1                                                     | 1:24.513                                  | Riccardo Patrese                          | Williams FW13B                            | 1990 Spanish Grand Prix                   |                                           |
| F3000                                                  | 1:34.780                                  | Éric Bernard                              | Lola T89/50                               | 1989 Jerez F3000 round                    |                                           |
| 500cc                                                  | 1:47.615                                  | Wayne Rainey                              | Yamaha YZR500                             | 1991 Spanish motorcycle Grand Prix        |                                           |
| 250cc                                                  | 1:50.002                                  | Helmut Bradl                              | Honda NSR250                              | 1991 Spanish motorcycle Grand Prix        |                                           |
| World SBK                                              | 1:51.850                                  | Raymond Roche                             | Ducati 888SBK                             | 1990 Jerez World SBK round                |                                           |
| 125cc                                                  | 1:54.038                                  | Ezio Gianola                              | Derbi 125                                 | 1991 Spanish motorcycle Grand Prix        |                                           |